# Rambla Just Oliveras (metrostation)
Rambla Just Oliveras, ook bekend als L'Hospitalet de Llobregat, is een metrostation in L'Hospitalet de Llobregat. Het station ligt op de kruising van Rambla Just Oliveras en de spoorweg. Op 24 april 1987 werd het metrostation geopend. Bovengronds is het spoorstation Station L'Hospitalet de Llobregat.

## Lijnen
- TMB Metro van Barcelona - L1